# Basicerotini
Basicerotini là một tông kiến trong phân họ Myrmicinae.

## Các chi
- Basiceros
- Creightonidris
- Eurhopalothrix
- Octostruma
- Protalaridris
- Rhopalothrix
- Talaridris